# هفت‌چشمه (بخش مرکزی کرمانشاه)
هفتچشمه (کرمانشاه)، روستایی از توابع بخش مرکزی شهرستان کرمانشاه در استان کرمانشاه ایران است.

## جمعیت
براساس سرشماری مرکز آمار ایران در سال ۱۳۸۵، جمعیت آن ۳۸ نفر (۸خانوار) بوده‌است.